# Каганкатуйк
Каганкату́йк , Каланкатуйк (арм. Կաղանկատույք, азерб. Kalankat) — руины древнего селения в Агдеринском районе Азербайджана, в исторической области Утик. Известно как родина средневекового историка Мовсеса Каганкатваци, автора или редактора «Истории страны Алуанк» — одного из основных источников по истории средневековой Кавказской Албании. Впервые упоминается в повествовании об албанском царе Вачагане в книге «История страны Алуанк»:
Я, Вачаган царь Алуанка и Шупhалишо, архиепископ Партава, Манасэ, епископ Капалака,... Иовсэп, иерей Каланкатуйка,..... Бакур, наhапет Каланкатуйка, и многие другие, все вместе прибыли ко мне на собор, в место моего летнего пребывания Алуэн.
Село, вероятнее всего, находилось на берегу реки Трту к западу от города Партав, являясь важной стоянкой на дороге Двин—Партав. Это место находится в окрестностях нынешнего села Магавус, местные жители называют это место Кахакатехом. Согласно книге арабского историка X века Абу Исхак аль-Истахри «О дорогах царств», Калькутус (Каланкатуйк) находится в армянских землях и является пятой стоянкой на пути из Партава, находясь в 9 фарсахах (62 км) от последнего:
Путь из Берда'а в Дабиль 63: от Берда'а до Калькатуса 9 фарсахов; из Калькатуса в Метрис 13 фарсахов; [...] от Киль-Куй до Сисаджана (E: «Сисаян») 16 фарсахов и от Сисаджана до Дабиля 16 фарсахов. 
Путь из Берда'а в Дабиль идет по землям армян, и все эти города в царстве Санбата, сына Ашута.
В XVIII—XIX веках называлось Варснакатаг (арм. Վարսնակաթաղ).
На месте села были найдены большие карасы (горшки), следы очагов и тониров, кладбище, следы крепостных стен, мельниц и каналов. В окрестностях Кахакатеха в лесах сохранились остатки зданий.